# Materiale autoriparante
I materiali autoriparanti sono una classe di materiali intelligenti in grado di recuperare, parzialmente o totalmente, un danno meccanico in maniera autonoma o in risposta ad uno stimolo esterno. Tali materiali nascono dall'esigenza di estendere la vita utile dei prodotti preservandone l'integrità meccanica e/o la funzione. L'idea di base, legata all'approccio biomimetico, consiste nell'integrare nei materiali dei meccanismi di riparazione che controbilancino quelli degradativi derivanti dal loro normale utilizzo. Microcricche, tagli superficiali, graffi, danni da impatto o da corrosione sono tra le tipologie di danni che comunemente si è interessati a fronteggiare sia per ragioni di integrità strutturale, poiché possono rapidamente portare ad un'alterazione irreversibile delle proprietà meccaniche del materiale, sia per ragioni estetiche (in particolare per le superfici e i rivestimenti).
Esistono esempi di materiali autoriparanti in tutte le principali classi di materiali, ma i polimeri ed i compositi sono quelle sulle quali la ricerca si è focalizzata maggiormente vista la loro diffusione in ambito industriale.
I materiali autoriparanti possono essere classificati in tre tipologie a seconda del sistema sulla quale si basa il meccanismo di riparazione: quelli con microcapsule, quelli con canali vascolari e quelli intrinsecamente autoriparanti.

## Storia
Il primo esempio di materiale autoriparante prodotto dall'uomo fu un particolare tipo di malta basata sulla pozzolana che venne utilizzata dai romani nella costruzione di edifici e infrastrutture. La qualità superiore di questo materiale rispetto alle malte tradizionali era ben nota già all'epoca, ma solo in tempi recenti è stato dimostrato che la sua straordinaria stabilità chimico-fisica è attribuibile proprio alla presenza della pozzolana.
Nel XXIesimo secolo i materiali autoriparanti sono divenuti una materia di studio affermata. Nel 2007 si è tenuta la prima conferenza internazionale.

## Materiali autoriparanti con microcapsule
Uno dei possibili modi di progettare un materiale autoriparante prevede l'utilizzo di microcapsule all'interno di una matrice.
Le microcapsule, costituite esternamente da una parete fragile, contengono al loro interno una sostanza liquida (generalmente un monomero) che svolge la funzione di riparazione. Quando si verifica un danno al materiale, le microcapsule si rompono anch'esse provocando la fuoriuscita del monomero. 
Quest'ultimo prima diffonde lungo la zona danneggiata e successivamente reagisce chimicamente per poter efficacemente riparare la rottura.
Talvolta all'interno della matrice si trova anche un catalizzatore che facilita la riparazione favorendo la reazione di polimerizzazione.

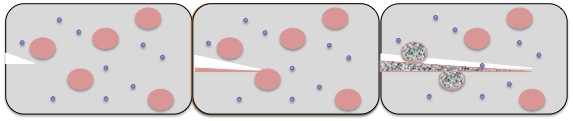
Figura 1. Propagazione di una cricca in un materiale autoriparante con microcapsule. Le microcapsule contenenti il monomero sono rappresentate dai cerchi in rosso mentre il catalizzatore dai punti viola.

Ci sono diversi parametri che vanno considerati nella sintesi di materiali autoriparanti con microcapsule. Innanzitutto vi deve essere una buona affinità chimica tra l'agente riparante e il materiale che costituisce la matrice affinché la riparazione sia efficace. La viscosità del monomero, inoltre, deve essere sufficientemente bassa da permettere di scorrere lungo la zona danneggiata prima che avvenga la reazione. La dimensione delle microcapsule è fondamentale affinché il materiale sia in grado di riparare cricche di dimensioni diverse.
Oltre all'integrità meccanica è possibile utilizzare questo sistema anche per ripristinare proprietà funzionali del materiale come ad esempio la conducibilità elettrica.
Le microcapsule presentano il vantaggio di poter essere facilmente integrabili in diversi materiali conferendo loro la funzionalità autoriparante. D'altro canto a seguito del primo danno meccanico che provoca la rottura delle microcapsule l'abilità autoriparante in quella zona si esaurisce.

## Materiali autoriparanti con canali vascolari
I canali vascolari sono alla base di quei sistemi realizzati ispirandosi agli apparati circolatori tipici delle specie animali. Le dimensioni dei canali possono essere dell'ordine dei millimetri o più frequentemente dei micron. In quest'ultimo caso ci si riferisce a microcanali. Al loro interno vengono immagazzinate uno o più sostanze liquide (generalmente monomeri) che esercitano l'azione di riparazione. Quest'ultima avviene quando un danno meccanico provoca la fuoriuscita del liquido riparante che reagisce chimicamente andando a riparare la zona danneggiata. Sistemi più avanzati prevedono l'introduzione all'interno della matrice di più reti indipendenti di microcanali in maniera da poter utilizzare monomeri chimicamente diversi e aumentare l'efficacia della riparazione.
Se da un lato questi sistemi sono tra i più efficaci poiché potenzialmente in grado di riparare un danno meccanico più volte nello stesso punto, dall'altro sono complessi da progettare e produrre. Esistono diverse tecniche per realizzare un sistema di canali o microcanali vascolari all'interno di un materiale.

### Tubi cavi non rimovibili
Consiste nel posizionare una serie di tubi di vetro, metallo o polimero tra i diversi strati di tessuto durante la realizzazione del composito con una tecnica simile alla laminazione. I tubi cavi serviranno in questo modo da serbatoi per il liquido riparante. In maniera analoga possono essere utilizzate anche fibre di vetro cave.

### Preforme solide rimovibili
La procedura per la produzione dei canali è molto simile a quella relativa ai tubi cavi non rimovibili. Nella fase iniziale si posizionano le preforme tubulari in metallo o polimero tra gli strati di tessuto. A valle delle fasi di impregnazione e indurimento (curing) della resina si estraggono le preforme dal manufatto ottenendo dei canali nei quali è possibile flussare gli agenti riparanti.

### Vaporizzazione di componenti sacrificali
Questa tecnica consiste nell'utilizzare fibre di vetro o carbonio in combinazione con fibre sacrificali di acido polilattico (PLA). Dopo l'impregnazione e l'indurimento della resina, le fibre sacrificali vengono vaporizzate a 200 °C e rimosse dalla struttura del composito dando luogo a un network tridimensionale di microcanali.

### Micromachining
Questa tecnica consiste nell'utilizzare una macchina CNC dotata di laser in grado di rimuovere materiale da una superficie.
Inizialmente su due pezzi separatamente viene rimossa una striscia di materiale a sezione semicircolare. Successivamente le parti che dovranno essere a contatto vengono rifinite per ottimizzare l'adesione fra le due metà quando queste vengono riattaccate. In tal modo il pezzo lavorato avrà un microcanale al suo interno.

### Stampa 3D
La stampa 3D è un metodo di fabbricazione attraverso il quale un materiale viene depositato strato dopo strato in maniera controllata. 
Tramite specifiche tecniche è possibile realizzare strutture tridimensionali con materiali removibili. È possibile cioè stampare in tre dimensioni in primo luogo uno stampo sacrificale che abbia la struttura dei microcanali e successivamente infiltrare la resina che viene fatta indurire (curing). Il materiale stampato può essere infine rimosso tramite solventi o per riscaldamento dando luogo al sistema di microcanali.

### Rottura dielettrica
Questa tecnica consiste nell'impiantare una carica elettrica in un polimero dielettrico tramite irradiazione a elettroni. L'energia accumulata viene scaricata in maniera controllata per vaporizzare e fratturare il materiale parzialmente dando luogo a una rete di microcanali ramificati di diverse dimensioni.

## Materiali intrinsecamente autoriparanti
In questo tipo di materiali la funzionalità autoriparante risiede nella loro struttura chimica. Per alcuni di essi può essere necessaria la somministrazione di una certa quantità di energia che contribuisca a innescare o accelerare il processo di riparazione. L'energia può essere sotto forma di sforzo meccanico, trattamento termico o irradiazione UV. Anche questi materiali sono potenzialmente in grado di compiere più cicli di riparazione nello stesso punto. Possono essere divisi in due categorie principali che prendono il nome dalle interazioni molecolari sulle quali si basa il processo autoriparante: legami covalenti reversibili e interazioni supramolecolari.

### Legami covalenti reversibili

Reazione di Diels-Alder e retro-Diels-Alder tra un gruppo furanico e un gruppo maleimmidico

Sono materiali che hanno componenti molecolari in grado di assemblarsi e disassemblarsi in maniera reversibile.
L'efficacia della riparazione dipende anche dalla flessibilità delle molecole, dall'ambiente circostante e dall'architettura.
I sistemi basati su legami covalenti dinamici comprendono un'ampia gamma di reazioni ma i più studiati sono quelli che si basano sulla reazione di Diels-Alder/retro-Diels-Alder e sulla reazione di scambio del ponte disolfuro. Nel caso della reazione di Diels-Alder vi è l'interazione tra un gruppo funzionale furanico e un gruppo maleimmidico che è reversibile nell'intervallo di temperatura 100-150 °C.
La riparazione promossa dal ponte disolfuro può essere ottenuta in resine epossidiche termoindurenti a temperature di riparazione di 60-70 °C, in elastomeri a temperatura ambiente e in rivestimenti sol-gel.

### Interazioni supramolecolari
Le interazioni supramolecolari, reversibili per definizione, permettono ai materiali di autoassemblarsi e organizzarsi conferendo ad essi, in determinate condizioni, la funzionalità di autoriparazione. I materiali supramolecolari sono polimeri che possono essere basati su legame idrogeno, interazioni π-π, ionomeri e legami di coordinazione. Molti sistemi combinano più di un tipo di interazione supramolecolare in un solo materiale.
Per realizzare un polimero autoriparante basato su legami idrogeno bisogna tenere sotto controllo i fenomeni che influenzano la stabilità 
della struttura supramolecolare come lo stacking, la formazione di fibre, microseparazioni di fase, formazioni di cluster, cristallizzazione di gruppi supramolecolari o catene polimeriche, interazioni dipolo-dipolo e legami idrogeno secondari.
I materiali autoriparanti basati sulla interazione aromatica π-π si ottengono combinando gruppi funzionali ricchi di elettroni π con gruppi funzionali poveri di elettroni π dando luogo a complessi supramolecolari.
Negli ionomeri le specie ioniche all'interno della catena polimerica possono formare cluster che agiscono da punti di cross-link dando origine ad un network reversibile in caso di danno da impatto balistico.
Materiali autoriparanti possono essere realizzati da legami di coordinazione dinamici selezionando attentamente polimeri con interazioni metallo-ligando multivalenti per costituire un network di legami allo stesso tempo stabile e dinamico.